# Attentat du siège de Turkish Aerospace Industries
L'attentat du siège de Turkish Aerospace Industries est une attaque à l'arme à feu et à la bombe  qui se déroule le 23 octobre 2024 en Turquie. Turkish Aerospace Industries (TUSAŞ) est une entreprise spécialisée dans la conception et la fabrication de systèmes aérospatiaux et militaires et son siège social se trouve à Kahramankazan, dans la province d'Ankara.
Au moins sept personnes sont tuées, dont deux assaillants, tandis que vingt-deux autres sont blessées. 
L'attaque est revendiquée par le Parti des travailleurs du Kurdistan (PKK). 
L'armée turque bombarde en représailles des régions kurdes en Irak et en Syrie, tuant au moins vingt-sept civils et cinq combattants,.

## Contexte
TUSAŞ est l’une des principales sociétés turques spécialisées dans les prestations de défense et d’aviation. Parmi ses projets figure le Kaan, le premier avion de combat produit en Turquie. L'incident se produit alors qu'un important salon de l'industrie de la défense et de l'aérospatiale se tient à Istanbul. Selon Recep Tayyip Erdoğan, l'entreprise est « l’une des locomotives de l’industrie de défense » de la Turquie.
L'attaque a lieu un jour après que le chef du Parti d'action nationaliste d'extrême droite, Devlet Bahçeli, un allié du président Recep Tayyip Erdoğan, a suggéré qu'Abdullah Öcalan, le chef emprisonné du Parti des travailleurs du Kurdistan (PKK), pourrait être libéré sous condition s'il accepte de cesser d'utiliser la violence et de dissoudre son organisation,. Recep Tayyip Erdoğan a laissé entendre qu'il pourrait accepter des négociations avec le PKK. Cette attitude pourrait être dictée par la volonté du président turc de modifier la Constitution pour pouvoir briguer un nouveau mandat, ce qui nécessite le soutien d’au moins une partie de l’opposition. Il pourrait échanger le soutien du parti « pro-kurde » au parlement, le Parti de l'égalité et de la démocratie des peuples DEM, contre la relance du processus de paix.

## Attaque
L'attaque a lieu vers 16 h (UTC+03:00) et vise le siège de Turkish Aerospace Industries à Kazan, à 40 kilomètres d'Ankara. Elle coïncide avec un changement d'équipe dans les locaux. Trois assaillants arrivent à bord d'un taxi puis font exploser une bombe, font usage d'armes à feu et pénètrent dans le complexe. Un important incendie se déclare ensuite. Les caméras de sécurité montrent un des assaillants en civil, portant un sac à dos et tenant un fusil d’assaut. Le personnel est évacué vers des abris, tandis que des pompiers et des équipes médicales sont dépêchés sur place. Des affrontements sont également signalés dans un parking voisin, tandis que plusieurs personnes auraient été prises en otage.
Au moins sept personnes sont tuées dans l'attaque, dont deux assaillants et le chauffeur du taxi dans lequel ils sont arrivés sur place, tandis que vingt-deux autres sont blessées, dont trois sont dans un état critique.

## Responsabilité et revendications
Selon le gouvernement turc, les auteurs de l'attaque sont des membres du Parti des travailleurs du Kurdistan (PKK). L'un des assaillants serait né en 1992 à Beytüşşebap. Un autre est une femme. Des fusils d'assaut compacts AKS-74U dotés de lunettes de tir, connus pour être fréquemment employés par le PKK, sont utilisés lors de l'attaque.
L'attaque est revendiquée par le PKK le 25 octobre, lequel affirme son « droit légitime » à frapper « les centres où ces armes de massacre sont produites » (l'entreprise fabrique en effet des hélicoptères et avions de combat ainsi que des missiles et des drones),. L'organisation a affirmé qu'elle était « planifiée de longue date » et n'est pas liée aux récents développements politiques en Turquie, où des négociations semblaient envisagées.

## Conséquences
Ebubekir Şahin, président du Conseil supérieur de l'audiovisuel (RTÜK), annonce qu'une interdiction de diffusion a été imposée au sujet de l'attaque. En outre, la bande passante des plateformes de réseaux sociaux est limitée et l’accès à des plateformes telles que X, Instagram et YouTube est restreint.
Dans ce qu'elle désigne comme des représailles, l'armée turque annonce avoir lancé le soir même des frappes sur 32 positions kurdes dans le nord de l'Irak et en Syrie. Le ministre turc de la Défense, Yasar Güler, affirme que « nous infligeons à ces salauds du PKK la punition qu’ils méritent à chaque fois, mais ils n’en deviennent pas plus sages pour autant. […] Nous ne lâcherons rien tant que nous n’aurons pas éliminé les terroristes jusqu’au dernier ».
Les Forces démocratiques syriennes (FDS), qui administrent les régions kurdes de Syrie, déclarent dans un communiqué qu'« en plus des zones peuplées, des avions de guerre et des drones turcs ont ciblé des boulangeries, des centrales électriques, des installations pétrolières et des points de contrôle des forces de sécurité intérieure ». Elles comptabilisent dans un premier bilan douze civils tués, dont deux enfants, et vingt-cinq blessés.  La commission des Affaires étrangères du Congrès national du Kurdistan (KNK) dénonce un « crime de guerre » et accusé la Turquie de « parler de paix [mais de] s'en prendre aux civils kurdes et aux infrastructures vitales ».
Selon l'Observatoire syrien des droits de l'Homme (OSDH), qui dispose de nombreuses sources en Syrie, 27 civils sont tués dans les « 45 attaques de drones » conduites par les forces turques dans le nord et l'est de la Syrie. Les bombardements visent diverses infrastructures, notamment des stations d'eau, d'électricité et de gaz, des dispensaires, des boulangeries et des points de contrôle.
En Irak, des bombardements sur les Unités de résistance de Sinjar, une milice yézidie alliée au PKK, font cinq morts.